# Arichanna albovittata
Arichanna albovittata là một loài bướm đêm trong họ Geometridae.